# 905

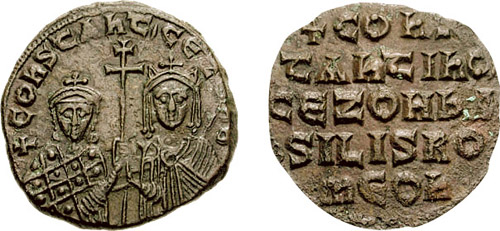
Een follis van Constantijn VII (905 - 959)

Het jaar 905 is het 5e jaar in de 10e eeuw volgens de christelijke jaartelling.

## Gebeurtenissen

### Byzantijnse Rijk
- Zomer - Keizer Leo VI ("de Wijze") laat een nieuwe vloot bouwen en verslaat een Arabische armada in de Egeïsche Zee. De Macedonische dynastie wordt uitgebreid met een mannelijke erfgenaam, Constantijn VII. Leo heeft eindelijk (na drie huwelijken) een nieuwe troonopvolger. De Byzantijnse kerk weigert echter zijn zoon te laten dopen tenzij hij de relatie verbreekt met zijn maîtresse.[1]

### Europa
- Zomer - Lodewijk III ("de Blinde") probeert opnieuw Italië te veroveren. Een Frankisch expeditieleger onder leiding van Adalbert I steekt de Alpen over en verovert de Lombardische hoofdstad Pavia. Koning Berengarius I weet met steun van de Magyaren Lodewijk bij Verona verslaan. Als straf voor het verbreken van zijn eed laat hij hem de ogen uitsteken en moet Lodewijk het keizerschap opgeven.
- Berengarius I wordt opnieuw erkend als koning van Italië en vestigt de hoofdstad in Verona. Lodewijk III keert terug naar Provence en laat vanwege zijn blindheid het koninkrijk regeren door zijn zwager Hugo van Arles.
- Koning Fortún Garcés van Pamplona wordt na een regeerperiode van 23 jaar door een staatsgreep afgezet. Hij wordt vervangen door Sancho I en geïnstalleerd als heerser van Navarra (Noord-Spanje).

### China
- De Chineese overheersing in Vietnam (sinds 602) wordt door een opstand onderdrukt. De Chinese mandarijn wordt afgezet, hierdoor herwint het land meer autonomie. Begin van de Tự Chủ-periode.

## Geboren
- Constantijn VII, keizer van het Byzantijnse Rijk (overleden 959)
- Wenceslaus I, hertog van Bohemen (waarschijnlijke datum)

## Overleden
- 5 december - Ealhswith, echtgenote van Alfred de Grote
- Fortún Garcés, koning van Pamplona (of 906)